# شکل‌دهی تدریجی ورق
شکل‌دهی تدریجی ورق که گاهی اوقات در فارسی از آن به عنوان شکل‌دهی افزایشی ورق نیز یاد می‌شود، یکی از تکنیک‌های شکل‌دهی ورق‌های فلزی است که در آن به صورت تدریجی و با اعمال یک سری از تغییر شکل‌های کوچک، ورق به شکل نهایی درآورده می‌شود. اما تحقیقات علمی جدید نشانگر این است که این روش را می‌توان به پلیمرها و کامپوزیت‌ها اعمال کرد. معمولاً ورق مورد نظر، توسط ابزاری با نوک گرد به شعاع ۵ تا ۲۰ میلی‌متر فرم داده می‌شود. ابزار معمولاً به دستگاه‌های ماشین‌کاری کنترل عددی یا به بازوی ربات متصل می‌شود. با افزایش درجات آزادی ربات یا دستگاه ماشین‌کاری کنترل عددی بر دقت قطعه کار نهایی افزوده می‌شود. در هر مرتبه معمولاً یک میلی‌متر به قطعه کار ورقی نفوذ می‌کند و کانتور مورد نظر را برای ایجاد شکل مورد نظر پیروی می‌کند. در مرحله بعدی دوباره به اندازه مورد نیاز نفوذ کرده و کانتور بعدی را پیروی می‌کند. این کار تا آن جایی ادامه می‌یابد که شکل نهایی قطعه کار مورد نظر روی ورق ایجاد شود. البته لازم است ذکر شود که این روش به صورت سنتی و به عنوان یک صنعت-هنر در ایران رایج است و ابزار را در دست نگه می‌دارند و با ضربه‌های کوچک چکش بر ابزار شکل مورد نظر را بر روی ورق مسی ایجاد می‌کنند. شکل‌دهی تدریجی ورق را با توجه به شرایط ابزار و پشتیبان و همچنین تعداد نقطه‌های تماس بین ابزار، ورق و قالب (در صورت وجود) می‌توان به انواع مختلف تقسیم کرد. واژهٔ شکل‌دهی تدریجی یک نقطه ای هنگامی بکار می‌رود که در سمت دیگر ورق ابزار پشتیبان یا قالب حضور ندارد. شکل‌دهی تدریجی دو نقطه ای نیز به حالتی گفته می‌شود که در آن از ابزار دوم در سمت دیگر ورق برای افزایش دقت ورق استفاده می‌شود. در نوع سوم فرایند نیز حالت منفی قطعه کار روی قالب پشتیبان ایجاد می‌شود.

## مزایای شکل دهی تدریجی در مقابل روش‌های سنتی شکل دهی ورق
به این علت که فرایند به صورت کامل توسط دستگاه کنترل عددی اجرا می‌شود، برخلاف روش‌های شکل‌دهی ورق سنتی، نیازی به قالب نیست. در نتیجه به علت حذف قالب و کاهش هزینهٔ اولیه، قیمت قطعه کار نهایی در تولید تکی یا دسته ای کاهش قابل توجهی دارد. با این حال، در نرخ تولید انبوه با توجه به کاهش زمان در روش‌های شکل‌دهی سنتی و تقسیم هزینه قالب بر تعداد قطعه کار زیاد، استفاده از قالب و روش‌های شکل‌دهی سنتی توجیه پذیرتر است. تحقیقات علمی بیانگر این است که در ورق‌های فلزی با کاهش مساحت ناحیه تغییر شکل و منطقه ای شدن آن، فرم پذیری ورق بهبود می‌یابد. برای مثال محققان بسیاری گزارش کرده‌اند که شکل‌پذیری در فرایند شکل‌دهی تدریجی ورق نسبت به فرایند کشش عمیق بهتر است. در سمت مقابل، فرایند شکل‌دهی تدریجی ورق مخصوصاً در حالت یک نقطه ای دقت کمتری دارد.

## محدودیت‌ها
محدودیت اصلی این روش در مقایسه با روش‌های مشابه نظیر کشش عمیق، نازک شدن ورق برای ایجاد عمق می‌باشد.

## کاربردها

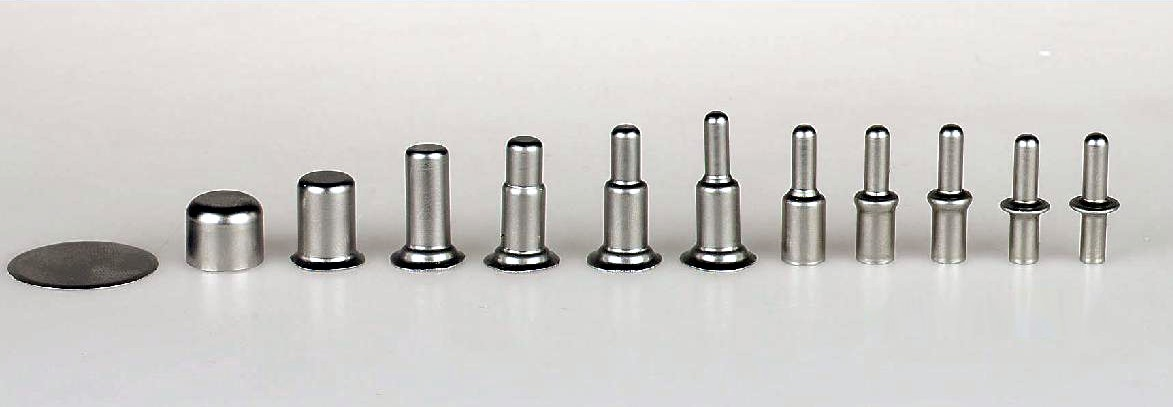
در نرخ تولید تکی یا دسته ای قطعات ورقی، شکل دهی تدریجی آلترناتیو مناسبی برای کشش عمیق است.

### نمونه سازی سریع
یکی از مشکلات اصلی در نمونه سازی قطعات ورقی این بود که بر خلاف قطعات حجمی امکان نمونه سازی با جنس اصلی مقدور نبود و برای نمونه سازی از پلیمر استفاده می‌شد. این در حالی است با استفاده از روش شکل‌دهی تدریجی ورق که روشی کاملاً انعطاف‌پذیر است، امکان نمونه سازی با استفاده از جنس اصلی نیز مقدور است. با این روش می‌توانیم همه مواد شکل‌پذیر ورقی را تغییر فرم بدهیم. مزیت این قطعات نمونه سازی شده این است که می‌توان این قطعات را به‌جای نمونه اصلی نیز بکار برد.

### اسپرت کردن بدنه خودرو
گاهی اوقات با این روش به‌جای تولید قطعه جدید بدنه، با اعمال تغییراتی روی قطعات موجود بدنه‌های اسپورت ایجاد می‌کنند.

### ایمپلنت
همچنین ایمپلنت‌های کرنیال نیز با این روش قابل تولید هستند.

## اجرای فرایند

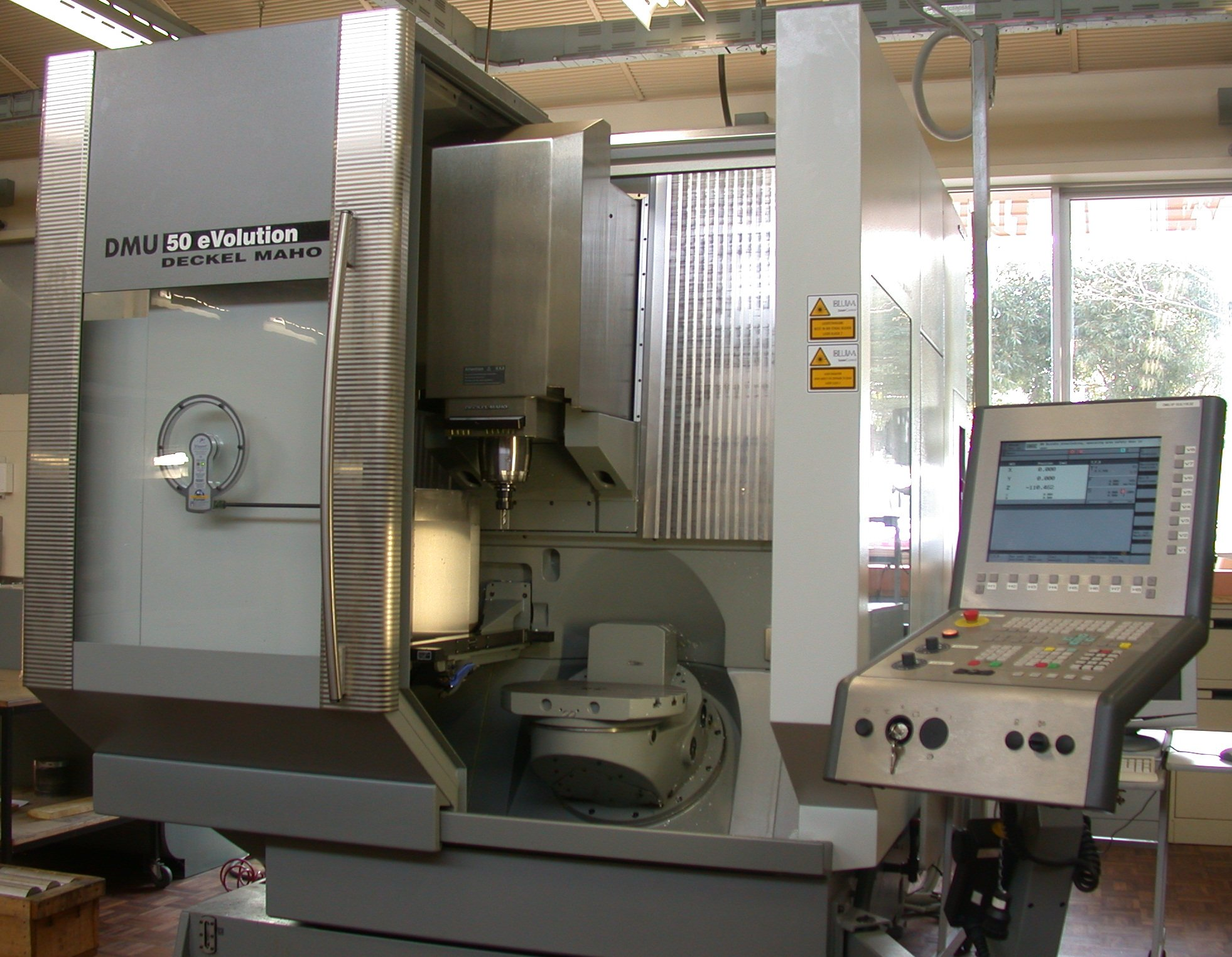
برای کنترل ابزار اغلب از ماشین‌های CNC استفاده می‌شود.

فرایند شکل‌دهی تدریجی ورق معمولاً توسط کلمپ کردن قطعه کار در صفحه XY صورت می‌گیرد و ابزار در صفحه XY حرکت می‌کند و پس از آن که کانتور مورد نظر را طی کرد، در راستای Z در قطعه نفوذ می‌کند و کانتور بعدی را طی می‌کند؛ و این کار را آن قدر ادامه می‌دهد تا شکل قطعه کار نهایی ایجاد شود. معمولاً از دستگاه فرز CNC برای این فرایند استفاده می‌شود. البته از ربات‌ها نیز برای اینکار استفاده می‌شود. برای افزایش سرعت فرایند در قطعات تقارن محوری نیز از دستگاه تراش استفاده می‌شود و در این حالت ورق با سرعت بالایی دوران می‌کند. هرچه درجات آزادی دستگاه بیشتر شود، می‌توان کیفیت سطحی قطعه کار را بهبود بخشید. سر ابزار نیز می‌تواند شکل‌های مختلفی نظیر کروی، سر تخت، و حتی با پروفیل سهمی داشته باشد. فرم سر ابزار بر محدودیت‌های شکل‌پذیری و کیفیت سطحی نهایی تأثیرگذار هستند.
در این روش با استفاده از ماشین، ترکیبی از فرایند اتساع (Stretch forming) با CNC، توسط کشش تدریجی ورق به سمت پایین بدون قالب ایجاد می‌شود؛ و در نتیجه نسبت به فرایند اتساع توزیع ضخامت مطلوب تری ایجاد می‌شود. فرایند برای تولیدات تکی بسیار مناسب است. هر چند که شبیه‌سازی فرایند و تعیین مسیر ابزار پیچیده و زمان بر است.
کمپانی خودروسازی فورد به تازگی تکنولوژی فرم دهی آزاد فورد را معرفی کرد که در آن از شکل‌دهی تدریجی دو نقطه ای برای نمونه سازی سریع قطعات ورقی استفاده می‌کند.
به تازگی با استفاده از این روش در دانشگاه کوئینز لند چهره انسان را با همه پیچیدگی‌هایش با موفقیت شبیه‌سازی کردند.
با توجه به پیشرفت‌های حاصل در این روش، به نظر می‌رسد در آینده ای نه چندان دور کارخانه‌های شکل‌دهی ورق به این سمت حرکت خواهند کرد تا بتوانند با استفاده از انعطاف‌پذیری فرایند، به سمت تولید با توجه به نیاز مشتری حرکت کنند.

## تحقیقات جاری
در حال حاضر تحقیقات بسیاری در این زمینه در حال اجراست. مهم‌ترین و رایج‌ترین تحقیقات پیاده‌سازی و مناسب سازی دستگاه‌های فرز CNC برای اجرای فرایند شکل‌دهی تدریجی یک نقطه ای می‌باشد. دیگر موضوعات کلیدی در حال تحقیق شامل موارد زیر است.
- گسترش ابزارهای چرخان برای کاهش اصطکاک
- افزایش حداکثر عمق قابل دسترس
- کاهش نازک شدگی پس از فرم دهی
- افزایش حد پارگی
- افزایش دقت با محدود تر کردن اثر برگشت فنری[۸][۹]
- گسترش کاربردها
- بهبود صافی سطح[۱۰]